# Oost-Roemelië
Oost-Roemelië (Bulgaars: Източна Румелия, Iztochna Roemelija; Osmaans: روم الى شرقى, Rumeli-i Şarkî; Turks: Doğu Rumeli; Grieks: Ανατολική Ρωμυλία, Anatoliki Romilia) is de oude benaming voor het zuidelijke deel van het huidige Bulgarije.
Het gebied was bij het Verdrag van San Stefano uit 1878 door Turkije aan Bulgarije afgestaan. Bij het Congres van Berlijn later in datzelfde jaar, werd Oost-Roemelië echter weer een provincie die onder de politieke en militaire heerschappij van het Osmaanse Rijk bleef vallen. Oost-Roemelië kreeg wel bestuurlijke autonomie en een Bulgaarse (dus orthodoxe) gouverneur.
In 1885, na een opstand van de Bulgaarse bevolking, verklaarde Alexander van Battenberg, de vorst van het (noordelijke) vorstendom Bulgarije, zich tevens gouverneur van Oost-Roemelië. Dit leidde tot de feitelijke vereniging met Bulgarije, wat weer leidde tot een oorlog met Servië in november van hetzelfde jaar. Servië zag immers in het jonge buurland een belangrijke concurrent voor dominantie op de Balkan. In 1908 werden de twee delen ook officieel één land, het koninkrijk Bulgarije.